# Cosmarium franzstonii
Cosmarium franzstonii là một loài Song tinh tảo trong họ Desmidiaceae, thuộc chi Cosmarium.